# Matej Mitrović
Matej Mitrović (hr[mǎtej mǐtroʋitɕ]; n. 10 noiembrie 1993) este un fotbalist croat care joacă pe postul de fundaș pentru clubul belgian Club Brugge și pentru echipa națională de fotbal a Croației.

## Cariera pe echipe
Mitrović și-a făcut debutul în fotbalul profesionist pentru HNK Cibalia pe 25 februarie 2012, la vârsta de 18 ani, intrând din postura de rezervă într-o victorie în deplasare împotriva lui NK Slaven Belupo. În septembrie 2013, a semnat un contract pe doi ani cu HNK Rijeka din Prima Ligă Croată. În primul său sezon cu Rijeka, Mitrović a făcut parte din echipa care a câștigat Cupa Croației, înscriind în finală împotriva lui Dinamo Zagreb. În iunie 2016, el a semnat un nou contract pe trei ani, care expira în iunie 2019. La 6 ianuarie 2017 a fost transferat de Beșiktaș pentru suma de 4,2 milioane de euro, semnând un contract pe trei ani.
La 29 ianuarie 2018, Mitrović a fost împrumutat la clubul belgian Club Brugge pentru șase luni. La 20 iulie, el a fost transferat definitiv de belgieni cu care a semnat un contract pe patru ani.

## Cariera la națională
În noiembrie 2014, Mitrović a fost convocat pentru prima dată la națională atunci când Niko Kovač l-a convocat pentru a-l înlocui e accidentatul Gordon Schildenfeld. El și-a făcut debutul pentru Croația într-un amical împotriva Argentinei la 12 noiembrie 2014. În octombrie 2016, Mitrović a fost convocat de Ante Čačić ca înlocuitor al lui Dejan Lovren pentru meciurile de calificare pentru Campionatul Mondial din 2018 împotriva lui Kosovo și a Finlandei. La 6 octombrie 2016, a marcat primul său gol internațional în meciul cu Kosovo, jucat la Shkodër, Albania.
În luna mai 2018 a fost numit în lotul provizoriu de 32 de jucători ai echipei Croației pentru Campionatul Mondial din 2018 din Rusia. Nu a fost păstrat în lotul final.

## Statistici
| Season                               | Club                   | Campionat            | Campionat | Campionat | Cupă și Supercupă | Cupă și Supercupă | Europa  | Europa | Total   | Total  |
| Season                               | Club                   | Campionat            | Meciuri   | Goluri    | Meciuri           | Goluri            | Meciuri | Goluri | Meciuri | Goluri |
| ------------------------------------ | ---------------------- | -------------------- | --------- | --------- | ----------------- | ----------------- | ------- | ------ | ------- | ------ |
| 2011–2012                            | Cibalia                | 1. HNL               | 4         | 0         | 1                 | 0                 | –       | –      | 5       | 0      |
| 2012–2013                            | Cibalia                | 1. HNL               | 33        | 0         | 6                 | 0                 | –       | –      | 39      | 0      |
| 2013–2014                            | Cibalia                | 2. HNL               | 3         | 0         | –                 | –                 | –       | –      | 3       | 0      |
| Total Cibalia                        | Total Cibalia          | Total Cibalia        | 40        | 0         | 7                 | 0                 | 0       | 0      | 47      | 0      |
| 2013–2014                            | Rijeka                 | 1. HNL               | 8         | 0         | 4                 | 1                 | –       | –      | 12      | 1      |
| 2014–2015                            | Rijeka                 | 1. HNL               | 26        | 1         | 3                 | 0                 | 8       | 0      | 37      | 1      |
| 2015–2016                            | Rijeka                 | 1. HNL               | 23        | 1         | 5                 | 0                 | 1       | 0      | 29      | 1      |
| 2016–2017                            | Rijeka                 | 1. HNL               | 20        | 1         | 3                 | 1                 | 2       | 0      | 25      | 2      |
| Total Rijeka                         | Total Rijeka           | Total Rijeka         | 77        | 3         | 15                | 2                 | 11      | 0      | 103     | 5      |
| 2016–2017                            | Beșiktaș               | Süper Lig            | 7         | 0         | 3                 | 0                 | 4       | 0      | 14      | 0      |
| 2017–2018                            | Beșiktaș               | Süper Lig            | 2         | 0         | 4                 | 0                 | 2       | 0      | 8       | 0      |
| Total Beșiktaș                       | Total Beșiktaș         | Total Beșiktaș       | 9         | 0         | 7                 | 0                 | 6       | 0      | 22      | 0      |
| 2017–2018                            | Club Brugge (împrumut) | Prima Ligă Belgiană  | 10        | 0         | 2                 | 1                 | –       | –      | 12      | 1      |
| Total Club Brugge KV                 | Total Club Brugge KV   | Total Club Brugge KV | 10        | 0         | 2                 | 1                 | 0       | 0      | 12      | 1      |
| Total carieră                        | Total carieră          | Total carieră        | 136       | 3         | 31                | 3                 | 17      | 0      | 184     | 6      |
| Ultima actualizare: 19 aprilie 2018. |                        |                      |           |           |                   |                   |         |        |         |        |

## Statistici la națională
Până pe 15 octombrie 2018
| Echipa națională | An    | Meciuri | Goluri |
| ---------------- | ----- | ------- | ------ |
| Croația          | 2014  | 1       | 0      |
| Croația          | 2015  | 0       | 0      |
| Croația          | 2016  | 3       | 1      |
| Croația          | 2017  | 5       | 0      |
| Croația          | 2018  | 3       | 1      |
| Total            | Total | 12      | 2      |

### Goluri la națională
Coloana scor indică scorul după golul marcat de Matej Mitrović.
| Nr | Dată              | Stadion                                 | Adversar | Scor | Rezultat | Competiție                                       |
| -- | ----------------- | --------------------------------------- | -------- | ---- | -------- | ------------------------------------------------ |
| 1. | 6 octombrie 2016  | Stadionul Loro Boriçi, Shkodër, Albania | Kosovo   | 4 -0 | 6-0      | Calificările pentru Campionatul Mondial din 2018 |
| 2. | 15 octombrie 2018 | Stadionul Rujevica, Rijeka, Croația     | Iordania | 2 -0 | 2-1      | Amical                                           |

## Titluri
Rijeka
- Cupa Croației: 2014
- Supercupa Croației: 2014

Beșiktaș
- Süper Lig: 2016-2017

Club Brugge
- Prima Ligă Belgiană: 2017-2018[16]
- Supercupa Belgiei: 2018

Individual
- Echipa Anului 2015 în Prima Ligă Croată